# Lutzomyia castanea
Lutzomyia castanea är en tvåvingeart som beskrevs av Galati E. A. B., Cáceres A. 1994. Lutzomyia castanea ingår i släktet Lutzomyia och familjen fjärilsmyggor. Inga underarter finns listade i Catalogue of Life.